# 四つ子ぐらし
『四つ子ぐらし』（よつごぐらし）は、ひのひまりによる児童文学シリーズ。著者は、第6回（2017年）角川つばさ文庫小説賞の特別賞を受賞したが、第5回（2016年）最終候補作品の「茉居家は四姉妹！」を改稿した本作でデビューした。角川つばさ文庫より2018年10月から発行されている。挿絵は佐倉おりこ。挿絵も担当している佐倉おりこの作画によって2021年2月発売の『コンプティーク』3月号よりコミカライズを連載。ヨメルバでも掲載。同年3月にはYouTubeのKADOKAWA児童図書チャンネルにてボイスドラマが、同年9月にはコミカライズ第1巻の発売を記念し、KADOKAWAオフィシャルチャンネルにてボイスコミックが配信された。2024年3月時点で、部数が200万部を突破している。

## あらすじ
両親も親戚もおらず、児童養護施設で暮らす宮美三風は12年間一人ぼっちだと思っていたが、ある日、国の福祉省の人間から実は四つ子であることを告げられる。それぞれ別の場所で育った四姉妹が、福祉省が進める「中学生自立練習計画」の下、ひとつ屋根の下で共に暮らすことになり、思わぬすれ違いを生みながらも姉妹生活が始まった。

## 登場人物
声優名はボイスドラマ版 / ボイスコミック版の順に記載。

### 宮美家（四つ子の家）
物語開始時点の13年前の4月25日に各地の施設に預けられた一卵性の四姉妹。血液型はA型。長らく別々の場所で育つが「中学生自立練習計画」に参加したことで再会を果たす。母親が株式会社「クワトロフォリア」を経営する四ツ橋家の人間であることが明かされているが、父親は詳細不明。母親は５巻上「初恋の人の正体」で四ッ橋麗の双子の姉：四ッ橋雅だと判明した。なお名前を長女→次女→三女→四女の順番に並べると、［一二三四］と［花鳥風月］になる。
宮美 三風（みやび みふ）
声 - 熊倉安理紗 / 花守ゆみり
三女。本作の主人公で語り手。一人称は「私」。髪型は三つ編みで水色の髪飾りをつけている。まじめで少し内気な性格。三人ともちゃん付けで呼ぶが、一花と二鳥をまとめてお姉ちゃんと呼ぶこともある。五年生の時は手芸クラブで、六年生の時はイラストクラブだった。美術部所属。湊のことが気になる。
宮美 一花（みやび いちか）
声 - 吉北梨乃 / 東山奈央
長女。一人称は「私」。正義感が強く頼れる長女。髪型はポニーテール。ピンク色の髪飾りをつけている。家事が得意なしっかり者。過去に差別をうけたことで不良少女になっていた時期があり、そのため怒らせると怖い。三人とも呼び捨てで呼ぶ。小学生のころ、ミニバスケの選手だった。バスケ部所属。
不良だった頃、バスケや勉強を教えてくれた上嶋千草に憧れている。
宮美 二鳥（みやび にとり）
声 - 細川美菜子 / 愛美
次女。関西弁で喋り、一人称は「うち」。髪型はツインテール。赤色の髪飾りをつけている。元気いっぱいのムードメーカー。一花のみ呼び捨てで呼ぶが、三風と四月はちゃん付けで呼ぶ。4歳から12歳のころは、大阪の池谷家の養子に入っていた。部活には所属しておらず、陸上部、合唱部、ダンス部に気分で参加している。
宮美 四月（みやび しづき）
声 - 水谷麻鈴 / 山根綺
四女。眼鏡をかけており、一人称は「僕」。髪型はハーフアップ。紫色の髪飾りをつけている。人見知りだが、成績優秀で推理力抜群。三人とも◯◯姉さんと呼ぶ。小学生のころにいじめられ、人付き合いが苦手になっていた。新聞部所属。直幸のことが気になる。

### 福祉省
富士山 鷹雄（ふじやま たかお）
声 - 前堂友昭 / 小野健一
自立支援計画を担当する福祉省所属の男性。一人称は「僕」。四つ子に自立ミッションの課題を毎週出す。
塩崎（しおざき）
福祉省の職員で、富士山の部下。かんろ児院の閉鎖を検討していたが、子供たちのやる気を見て閉鎖を取り止める。

### 四つ子の友人・知人など
野町 湊（のまち みなと）
声 - 梶田大嗣
写真部所属。三風のクラスメイト。写真撮影が趣味。大河内姉弟と幼馴染み。一人称は「俺」。
大河内 杏（おおこうち あん）
新聞部所属。直幸の双子の姉。自分の意見をハキハキ言う性格。湊と幼馴染み。湊のことが好き。
大河内 直幸（おおこうち なおゆき）
新聞部所属。杏の双子の弟。人見知りで眼鏡をかけている。イラストが得意。湊と幼馴染み。四月と同じクラス。内気で物静かな性格だが、いじめを許さないなど正義感は強い。
遠藤 ういな（えんどう ういな）
歴史部所属。三風のクラスメイト。のんびり屋な性格。平安時代の暮らしに憧れている。
望月 紀美香  (もちづき きみか)
四月のクラスメイトで呼び名は「ミカちゃん」。勉強が得意。
上嶋 千草（うえしま ちくさ）
一花が憧れているバスケが得意な人。一花より6歳年上。一花と同じ里親の家で暮らしていた。
小畑愛子（こばた あいこ）
一花の里親。親のいない子供を育てている。
池谷武司（いけや たけし）
二鳥の養父。極端で乱暴な考え方の持ち主。身勝手な理由で二鳥を捨てた。
池谷佐歩子（いけや さほこ）
二鳥の養母。体が弱く心配性。歩武を産んでからはやつれてしまい、身勝手な理由で二鳥を捨てた。
池谷歩武（いけや あゆむ）
池谷夫妻の実子で二鳥の義弟。二鳥のことを「にとちゃん」と呼び慕っていた。
竹永 凛々（たけなが りり）
女子バスケ部。運動得意で体力も高い。
王野 瑞希（おうの みずき）
女子バスケ部。長身でおとなしい。
求原 えりか（もちはら えりか）
女子バスケ部。前向きなムードメーカー。
龍崎 碧（りゅうざき あおい）
女子バスケ部。足が速い。
古川 英莉（ふるかわ えいり）
小学生の頃の四月の友人。いじめから四月をいつもかばっていた。
厚見 玲奈（あつみ れいな）
バスケ部部長。
音羽 春歌（おとわ はるか）
合唱部部長。音羽舞耶のいとこ。
音羽 舞耶（おとわ まや）
ダンス部部長。音羽春歌のいとこ。
阿藤 えみ（あとう えみ）
美術部の二年生。
朝日 撫子（あさひ なでしこ）
季央の婚約者だった子。実は男子で父に女子として育てられた。その後四つ子の協力もあって本当の自分を取り戻し父と決別、現在は再会した母親や新たに出来た妹と弟らと暮らしている。
花園 萌（はなぞの もえ）
さき栄の孫娘。当初は四ツ橋家のことを敵対視していたが、最終的には誤解が解けたことで和解した。
種田 まみ（たねだ まみ）
三風が預けられていた「かんろ児院」の先生。とても優しく穏やかな先生で、いつでも子供を気遣っている。
伊川 天（いかわ そら）
短髪の女子。かんろ児院に預けられていた。小学生時代は三風と一番仲が良く、前向きで行動力もあった。最終的には、あげはや香里と共に第2次中学生自立練習計画へ参加することになる。
清水 あげは（しみず あげは）
明るくおしゃれな女子。かんろ児院に預けられており、三風や天の後輩にあたる。最終的には、天や香里と共に第2次中学生自立練習計画に参加することになる。
大磯 香里（おおいそ かおり）
「ストレスをためない」がモットーのマイペースな女子。かんろ児院に預けられていた。最終的には、天やあげはと共に第2次中学生自立練習計画に参加することになる。
黒部 嵐士（くろべ あらし）
やんちゃで口が悪い男子。かんろ児院に預けられている。実は三風のことが好きだった。

### 四つ子の親族
四ツ橋 麗（よつばし うらら）
四つ子の母親を名乗る女性。「クワトロフォリア」社長夫人。四つ子の実母・雅の双子の妹で四つ子の叔母。物語序盤、竹彦の命令で四つ子を2度にわたって引き離そうとしたが失敗した。
その後、四ツ橋家を訪れた四つ子に自分たちの過去を打ち明けたことで四つ子と和解。以降は四つ子の協力者となる。
四ツ橋 桃希（よつばし とうき）
麗の長男。李央の双子の兄。三風たちの従兄弟。アイドルグループ「リュミファイブ」の最年少メンバー「椿吉トウキ」という顔を持つ。
次期社長として勉強させられるあまり倒れた李央を心配し、李央が苦しまずに済むように「クワトロフォリアをぶっつぶす」という夢を抱いていた。
四ツ橋 李央（よつばし りお）
麗の次男。桃希の双子の弟。三風たちの従兄弟。父の後継者として育つ。トウキの隠れファン。兄の大阪であるイベントに来ていたところ二鳥が落とした赤色のペンダントを拾い再会するまでガーネットという名前で覚えていた。
次女の二鳥に気がある。
四ツ橋 雅（よつばし みやび）
四つ子の実母。麗の双子の姉。
四つ子を身ごもった直後に行方をくらまし、現在は法的に死亡したものと見なされている。
18歳を過ぎたころ、麗に「もう、家に戻らない」と電話で伝えた。

### 花園家
花園 さき栄（はなぞの さきえ）
花園家の当主で萌の祖母。
花園 日向子（はなぞの ひなこ）
萌の母親。

### リュミファイブ
宇賀 すばる（うが すばる）
リュミファイブのリーダー。
日南 ユイ（ひなみ ゆい）
リュミファイブのかわいい担当。人懐こい少年。
芥子川 東（けしかわ あずま）
リュミファイブの不良風少年。
霧谷 颯介（きりたに そうすけ）
リュミファイブの長身少年。

### クワトロフォリア
四ツ橋 梅枝（よつばし うめえ）
竹彦の妻。
四ツ橋 菊造（よつばし きくぞう）
四つ子の実祖父でクワトロフォリア元副社長。竹彦とは異母兄弟。
四ツ橋 蘭子（よつばし らんこ）
四つ子の実祖母で菊造の妻。良識的な性格。四つ子の味方。
四ツ橋 松太郎（よつばし しょうたろう）
クワトロフォリア現社長。竹彦と梅枝の息子で麗の夫。

### 悪役
四ツ橋 竹彦（よつばし たけひこ）
本作の黒幕。クワトロフォリアの会長。非常に自分勝手な性格で薄情者。
香束 勝臣（かたば かつおみ）
撫子の父でIT企業の社長。撫子を女子として育てた張本人。毒親であり、撫子への愛情も皆無。その目的は撫子を李央と結婚させクワトロフォリアの秘密を盗むことだったが、四つ子に阻止された。
早乙女 志寿佳（さおとめ しずか）
四月をいじめた張本人。いじめっ子のリーダー。罪悪感も皆無。
蟹江 未起（かにえ みき）
四月をいじめた張本人。キャンプ場で三風のことを笑った。早乙女と違い、謝罪はしている。
荒尾伊貴斗（あらお いきと）
三風たちと同い年の男子生徒。つきあっている女子を一方的に振るなどの方法で女子を傷つけていた。最終的には悪事が露見し四つ子たちに咎められたが、罵声を浴びせて去っていくなど最後まで反省することはなかった。

### その他
雪村（ゆきむら）
李央の執事で主治医。
香束 七男（かたば ななお）
勝臣の弟で撫子の叔父。勝臣の会社の役員でもある。
勝臣よりは良識的だが、自分のことしか考えていないような言動をとることがある。
朝日 小百合（あさひ さゆり）
撫子の母で勝臣の元妻。現在は大樹と再婚している。
朝日 大樹（あさひ だいき）
小百合の再婚相手。撫子を小百合の息子と知ると快く引き取るなど良識的な性格。
朝日 さくら(あさひ さくら)
撫子の異父妹。撫子を｢撫子お兄ちゃん｣と呼び、慕っている。
朝日 柊(あさひ しゅう)
撫子の異父弟。撫子と小百合が再会した日に生まれた。撫子が名付け親。

## 既刊一覧

### 小説
- ひのひまり（著）・佐倉おりこ（イラスト）『四つ子ぐらし』KADOKAWA〈角川つばさ文庫〉、既刊21巻（2025年7月9日現在）
  1. 「ひみつの姉妹生活、スタート！」2018年10月15日発売[8]、ISBN 978-4-04-631840-4
  2. 「三つ子探偵、一花ちゃんを追う！」2019年2月15日発売[9]、ISBN 978-4-04-631841-1
  3. 「学校生活はウワサだらけ」2019年6月15日発売[10]、ISBN 978-4-04-631903-6
  4. 「再会の遊園地」2019年10月12日発売[11]、ISBN 978-4-04-631906-7
  5. 「上 初恋の人の正体」2020年2月15日発売[12]、ISBN 978-4-04-631907-4
    - 「下 お母さんとペンダントのひみつ」2020年3月14日発売[13]、ISBN 978-4-04-631964-7

  6. 「夏のキャンプは恋の予感」2020年7月14日発売[14]、ISBN 978-4-04-632008-7
  7. 「嵐の日は大さわぎ！」2020年11月11日発売[15]、ISBN 978-4-04-632009-4
  8. 「新学期は事件がいっぱい！」2021年3月12日発売[16]、ISBN 978-4-04-632074-2
  9. 「四月ちゃんの決意」2021年7月14日発売[17]、ISBN 978-4-04-632075-9
  10. 「四つ子記者と七ふしぎのナゾ」2021年11月10日発売[18]、ISBN 978-4-04-632119-0
  11. 「転校生はいとこでアイドル!?」2022年3月9日発売[19]、ISBN 978-4-04-632120-6
  12. 「秋の遠足と仲直りの方法」2022年7月13日発売[20]、ISBN 978-4-04-632166-4
  13. 「プレゼントに思いをこめて」2022年11月9日発売[21]、ISBN 978-4-04-632195-4
  14. 「四ツ橋家で勝負の時！」2023年3月8日発売[22]、ISBN 978-4-04-632196-1
  15. 「本当の自分を取りかえせ！」2023年7月12日発売[23]、ISBN 978-4-04-632243-2
  16. 「希望をつかむ勇気」2023年11月8日発売[24]、ISBN 978-4-04-632266-1
  17. 「子猫と犬がやってきた!?」2024年3月13日発売[25]、ISBN 978-4-04-632282-1
  18. 「トラブルだらけのバレンタイン!」2024年7月10日発売[26]、ISBN 978-4-04-632318-7
  19. 「四姉妹のナゾ解きチャレンジ!」2024年11月13日発売[27]、ISBN 978-4-04-632333-0
  20. 「遊園地デートはパニック寸前!?」2025年3月12日発売[28]、ISBN 978-4-04-632351-4
  21. 「四つ子の自立レッスン、スタート!」2025年7月9日発売[29]、ISBN 978-4-04-632368-2

### 漫画版
- ひのひまり（原作）・佐倉おりこ（漫画）『四つ子ぐらし』KADOKAWA〈角川コミックス・エース〉、既刊5巻（2025年7月10日現在）
  1. 2021年9月10日発売[4][30]、ISBN 978-4-04-111747-7
  2. 2022年7月8日発売[31]、ISBN 978-4-04-112616-5
  3. 2023年7月10日発売[32]、ISBN 978-4-04-113789-5
  4. 2024年7月10日発売[33]、ISBN 978-4-04-115198-3
  5. 2025年7月10日発売[34]、ISBN 978-4-04-116486-0

### 注
1. ↑  出生日が不明なため、この日が四つ子の誕生日ということになっている。
2. ↑  なお、物語開始時は髪を下ろしていた。
3. ↑  なお、物語開始時は髪を下ろしていた。
4. ↑  実際に作中でも、不良少女を思わせる発言をすることがある。
5. ↑  標準語でも普通に話せる。四つ子の事情を知らない同級生に関西弁を喋る理由を聞かれたところ、「本場関西のお笑いが好きだから」と言っていた。
6. ↑  標準語を話す際は「私」。
7. ↑  なお、物語開始時は髪を下ろしていた。
8. ↑  二鳥曰く「書類の上ではお父ちゃんとお母ちゃんのほんまの子ども、ってことになってた」。
9. ↑  なお、1巻の終盤までは髪を下ろしていた。
10. ↑  外見が四月に似ていたため。